# Moralillo, Pánuco
Moralillo är en ort i Mexiko.   Den ligger i kommunen Pánuco och delstaten Veracruz, i den östra delen av landet, 300 km norr om huvudstaden Mexico City. Moralillo ligger 7 meter över havet och antalet invånare är 9 126.
Terrängen runt Moralillo är mycket platt. Havet är nära Moralillo åt sydost. Runt Moralillo är det ganska tätbefolkat, med 199 invånare per kvadratkilometer. Närmaste större samhälle är Tampico, 5,6 km nordost om Moralillo.